# Cucumis reticulatus
Cucumis reticulatus är en gurkväxtart som först beskrevs av Abílio Fernandes och R.Fern., och fick sitt nu gällande namn av Ghebret. och Thulin. Cucumis reticulatus ingår i släktet gurkor, och familjen gurkväxter. Inga underarter finns listade i Catalogue of Life.